# Kopanica
La Kopanica o Copanizza (chiamata in alcune regioni Gankino) è il nome per una famiglia di danze popolari della Bulgaria occidentale in 11/8.
I ballerini contano i passi in termini di colpi lenti e veloci, per esempio la sequenza è veloce-veloce-lento-veloce-veloce (contando 2-2-3-2-2).
Il nome proviene dal verbo kopam che significa scavare o zappare, quindi il nome è talvolta tradotto come: piccola danzante scavante.
Le Kopanica e le gankino sono linee di ballo fatte con i ballerini in una linea curva che si guardano in faccia, in altre tenendo le mani con le braccia giù o (in kopanica) tenendo le cinture dei ballerini vicini.
Il termine kopanica sembra sia specialmente usato nella regione di Šopluk della Bulgaria occidentale, che include le città di Sofia, Pernik, Radomir e Kjustendil.
Alcuni nomi comuni sono: šopska kopanica, Graovska kopanica, e Divotinka kopanica (dal paese di Divotino).
C'è anche il nome di un paese chiamato Kopanica non lontano dalla città di Pernik.
Il nome è stato trovato anche nelle regioni della Tracia e degli Antibalcani.
Gankino invece è più diffuso nella Bulgaria settentrionale.